# Dmitrij Suranowicz
Dmitrij Suranowicz, ros. Дмитрий Суранович (ur. 27 czerwca 1995 w Mińsku) – rosyjski kierowca wyścigowy.

## Kariera
Dmitrij karierę rozpoczął w roku 2008 od startów w kartingu. W drugiej połowie 2011 roku zadebiutował w serii wyścigów samochodów jednomiejscowych – Formule Abarth. Zarówno w europejskim, jak i włoskim cyklu sięgnął po jeden punkt, dzięki czemu sklasyfikowany został odpowiednio na 25. i 24. w końcowej klasyfikacji.
Na początku sezonu 2012 Rosjanin zaangażował się w serię Toyota Racing. W międzyczasie podpisał także kontrakt na starty w GP3, z brytyjską stajnią Marussia Manor Racing. Mimo startów we wszystkich wyścigach GP3 nie zdobył punktów i uplasował się na 23 pozycji w klasyfikacji końcowej.
W 2013 roku startował w Europejskiej Formule 3 oraz Brazylijskiej Formule 3. Jedynie w edycji brazylijskiej był klasyfikowany. Zdobył tam tytuł wicemistrzowski.

## Statystyki
| Sezon | Seria                     | Zespół                    | Wyścigi | Zwycięstwa | PP | NO | Podium | Punkty | Pozycja |
| ----- | ------------------------- | ------------------------- | ------- | ---------- | -- | -- | ------ | ------ | ------- |
| 2011  | Europejska Formuła Abarth | Euronova Racing by Fortec | 8       | 0          | 0  | 0  | 0      | 1      | 25      |
| 2011  | Włoska Formuła Abarth     | Euronova Racing by Fortec | 4       | 0          | 0  | 0  | 0      | 1      | 24      |
| 2012  | Toyota Racing Series      | Victory Motor Racing      | 9       | 0          | 0  | 0  | 1      | 319    | 9       |
| 2012  | Seria GP3                 | Marussia Manor Racing     | 15      | 0          | 0  | 0  | 0      | 0      | 23      |
| 2013  | Formula 3 Brazil Open     | Hitech Racing Brazil      | 4       | 0          | 0  | 0  | 2      |        | 2       |
| 2013  | Europejska Formuła 3      | Fortec Motorsports        | 3       | 0          | 0  | 0  | 0      | 0      | 33      |

Jednak w żadnym z sześciu wyścigów, w których wystartował, nie zdobył punktów. Został sklasyfikowany na 29 pozycji.

## Wyniki w GP3
| Legenda oznaczeń w tabelach wyników Wyświetl szablon na nowej stronie | Legenda oznaczeń w tabelach wyników Wyświetl szablon na nowej stronie                                                                     |
| Oznaczenie                                                            | Wyjaśnienie |
| --------------------------------------------------------------------- | --- |
| Złoty                                                                 | Zwycięzca lub mistrzostwo |
| Srebrny                                                               | 2. miejsce lub wicemistrzostwo |
| Brązowy                                                               | 3. miejsce lub II wicemistrzostwo |
| Zielony                                                               | Ukończył, punktował (w klasyfikacji generalnej, gdy zdobył co najmniej jeden punkt na przestrzeni sezonu, poza trzema powyższymi opcjami) |
| Niebieski                                                             | Ukończył, nie punktował (w klasyfikacji generalnej, gdy nie zdobył co najmniej jednego punktu na przestrzeni sezonu)                      |
| Czerwony                                                              | Nie zakwalifikował się (NZ) |
| Czerwony                                                              | Nie prekwalifikował się (NPK) |
| Różowy                                                                | Nie ukończył (NU) |
| Różowy                                                                | Niesklasyfikowany (NS) (w klasyfikacji generalnej, gdy nie został sklasyfikowany w żadnym wyścigu sezonu)                                 |
| Czarny                                                                | Zdyskwalifikowany (DK) |
| Czarny                                                                | Wykluczony (WYK/EX) |
| Biały                                                                 | Nie wystartował (NW) |
| Biały                                                                 | Kontuzjowany (K/INJ) |
| Biały                                                                 | Wyścig odwołany (OD/C) |
| Bez koloru                                                            | Został wycofany (WYC/WD) |
| Bez koloru                                                            | Nie przybył (NP/DNA) |
| Bez koloru                                                            | Nie brał udziału w treningach (NT/DNP) |
| Bez koloru                                                            | Nie został zgłoszony (–) |
| Pogrubienie                                                           | Start z pole position |
| Kursywa                                                               | Najszybsze okrążenie wyścigu |
| †                                                                     | Nie ukończył, ale jego rezultat został zaliczony ze względu na przejechanie więcej niż 90% dystansu wyścigu.                              |
| *                                                                     | Sezon w trakcie |
| 1/2/3                                                                 | Punktowana pozycja w sprincie kwalifikacyjnym                                                                                             |
| Lista systemów punktacji Formuły 1                                    | |

| Rok  | Zespół                | Wyniki w poszczególnych eliminacjach | Wyniki w poszczególnych eliminacjach | Wyniki w poszczególnych eliminacjach | Wyniki w poszczególnych eliminacjach | Wyniki w poszczególnych eliminacjach | Wyniki w poszczególnych eliminacjach | Wyniki w poszczególnych eliminacjach | Wyniki w poszczególnych eliminacjach | Wyniki w poszczególnych eliminacjach | Wyniki w poszczególnych eliminacjach | Wyniki w poszczególnych eliminacjach | Wyniki w poszczególnych eliminacjach | Wyniki w poszczególnych eliminacjach | Wyniki w poszczególnych eliminacjach | Wyniki w poszczególnych eliminacjach | Wyniki w poszczególnych eliminacjach | Punkty | Pozycja |
| ---- | --------------------- | ------------------------------------ | ------------------------------------ | ------------------------------------ | ------------------------------------ | ------------------------------------ | ------------------------------------ | ------------------------------------ | ------------------------------------ | ------------------------------------ | ------------------------------------ | ------------------------------------ | ------------------------------------ | ------------------------------------ | ------------------------------------ | ------------------------------------ | ------------------------------------ | ------ | ------- |
| 2012 | Marussia Manor Racing | ESP                                  | ESP                                  | MON                                  | MON                                  | VAL                                  | VAL                                  | GBR                                  | GBR                                  | DEU                                  | DEU                                  | HUN                                  | HUN                                  | BEL                                  | BEL                                  | ITA                                  | ITA                                  | 0      | 23      |
| 2012 | Marussia Manor Racing | 11                                   | NU                                   | 16                                   | DK                                   | NU                                   | 15                                   | 22                                   | 20                                   | 15                                   | 14                                   | NU                                   | 16                                   | 22                                   | 17                                   | NU                                   | NU                                   | 0      | 23      |